# Projet Steve

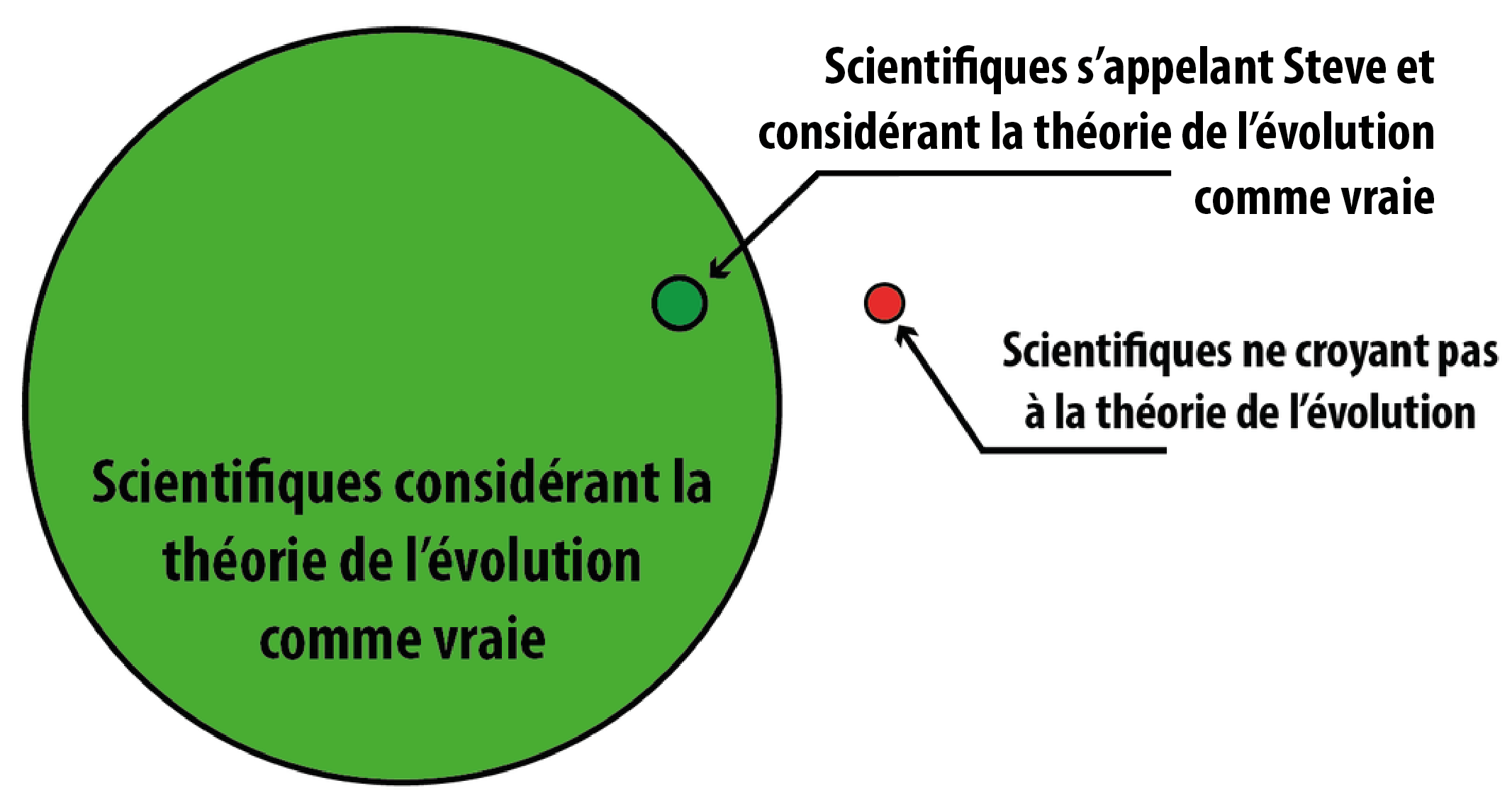
Principe du projet Steve: le nombre de Steves signataires du projet Steve demeure plus grand que le nombre d'inscrits sur les listes de scientifiques doutant de la théorie de l'évolution. Les Steves représenteraient moins de 1% de la population américaine,.

Le projet Steve (en anglais Project Steve) vise à créer une liste de scientifiques portant le prénom « Stephen » ou « Steven » (ou une variante de ces prénoms comme Stephanie, Stefan, Esteban, etc.) et soutenant la théorie de l'évolution. Il fut créé par le National Center for Science Education pour parodier « la longue tradition créationniste consistant à amasser des noms de scientifiques doutant de l'évolution » comme Answers in Genesis (faisant la promotion du récit biblique de la Genèse) ou A Scientific Dissent From Darwinism (mettant en avant le Dessein intelligent). Le projet Steve se moque de ces efforts en montrant que le nombre de « Steve » croyant en la théorie de l'évolution dépasse toujours toutes les listes de scientifiques doutant de la théorie. Le projet précise néanmoins que: « Nous ne voulons pas induire le public en erreur en laissant penser que les questions scientifiques sont décidées par qui a la plus longue liste de scientifiques ». Le nom du projet est un hommage à Stephen Jay Gould.  

## Contexte
Le niveau de soutien à la théorie de l'évolution chez les scientifiques est très élevé. Un sondage réalisé en 2009 par le Pew Research Center a révélé que « presque tous les scientifiques (97%) disent que les humains et les autres êtres vivants ont évolué au fil du temps ». Cependant, plusieurs projets créationnistes comme Answers in Genesis (rassemblant des scientifiques acceptant le récit biblique de la Genèse) ou A Scientific Dissent From Darwinism (déclaration du Discovery Institute mettant en avant le Dessein intelligent) mettent en avant des listes de scientifiques remettant en question la théorie de l'évolution dans le but de montrer que la théorie serait controversée,.
Le projet Steve est une parodie de ces listes utilisées par les créationnistes pour tenter de convaincre le public que la théorie de l'évolution serait controversée. Il sert aussi de rappel au public que la véracité des théories scientifiques ne dépend pas du soutien populaire.

## Déclaration
La déclaration avec laquelle sont d'accord les signataires du projet Steve est:

« L'évolution est un principe vital, bien étayé et unificateur des sciences biologiques, et les preuves scientifiques sont très largement en faveur de l'idée que tous les êtres vivants partagent une ascendance commune. Bien qu'il y ait des débats légitimes sur les modèles et les processus de l'évolution, il n'y a aucun doute scientifiquement sérieux sur le fait que l'évolution a eu lieu ou que la sélection naturelle soit un mécanisme majeur dans son apparition. Il est scientifiquement inapproprié et pédagogiquement irresponsable que la pseudoscience créationniste, y compris, mais sans s'y limiter, la «conception intelligente», soit introduite dans les programmes de sciences des écoles publiques de notre pays. »

## Histoire
Le projet débute en 2003, avec un communiqué de presse officiel le 16 avril 2003 et est nommé en l'honneur du paléontologue Stephen Jay Gould (1941-2002). 
Le communiqué de presse est publié lors de la convention de 2003 de l'Association américaine pour l'avancement des sciences à Denver (Colorado), après une conférence de Lawrence Krauss intitulée « Scientific Ignorance as a Way of Life: From Science Fiction in Washington to Intelligent Design in the Classroom. » (« L'ignorance scientifique comme mode de vie: de la science-fiction à Washington au Dessein Intelligent en classe »). Après sa conférence, Kraus annonça le Projet Steve et dirige les journalistes vers la directrice du NCSE, Eugenie Scott, assise dans le public au premier rang.
L'objectif initial du projet est de collecter les signatures de 100 Steves, mais cet objectif est atteint en seulement 10 jours. Les lauréats du prix Nobel de physique Steven Weinberg et Steven Chu (qui deviendra le Secrétaire à l'Énergie du Cabinet de Barack Obama) sont parmi les 100 premiers Steves. Plus de 200 Steves signent la déclaration au cours du premier mois.
Le professeur Lucasian de mathématiques de l'Université de Cambridge, Stephen Hawking, est le 300e Steve à signer la liste. Au moment de l'annonce, le 21 avril 2003, cinq autres personnes s'étaient jointes pour porter le nombre total de Steves à 305. Le 26 décembre 2003, jour de la Saint-Stephen aux États-Unis, le projet Steve était passé à 400 signataires.
En 2019, il y a plus de Steve inscrits au projet Steve (plus de 1400) que de signataires de A Scientific Dissent From Darwinism (environ 1000). Selon le NCSE, les Steve représenteraient environ 1% des scientifiques, ce qui indiquerait un nombre de scientifiques supportant la théorie de l'évolution se chiffrant en centaines de milliers. 

### Evolution

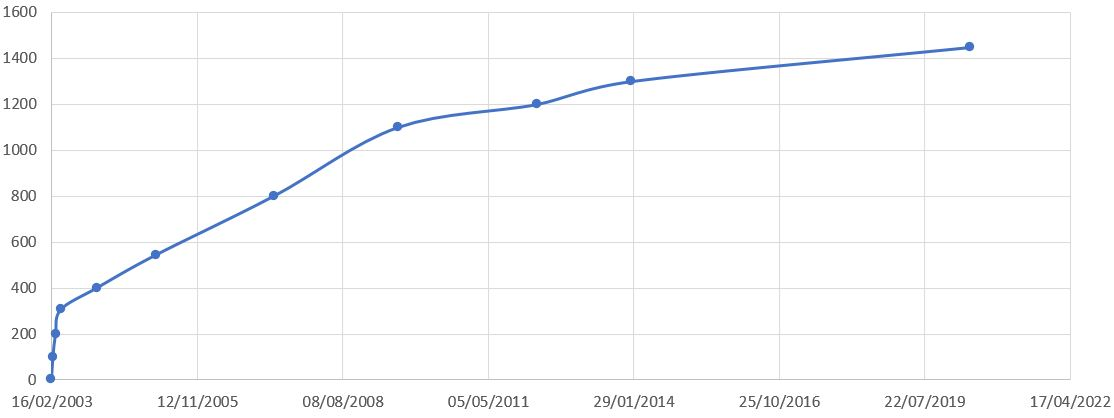
Évolution du nombre de signataires du Projet Steve depuis son lancement officiel le 16/04/2003

## Réactions

### Critiques
William Dembski du Discovery Institute, un think tank de la droite chrétienne conservatrice américaine ayant compilé une liste de scientifiques partisans du dessein intelligent (A Scientific Dissent From Darwinism) déclare dans une réponse au Projet Steve:

« Si le but du projet Steve était de montrer qu'une majorité considérable de la communauté scientifique accepte une conception naturaliste de l'évolution, alors le National Center for Science Education (NCSE) aurait pu économiser ses énergies - ce fait n'a jamais été remis en question. La question la plus intéressante était de savoir si des scientifiques sérieux rejettent une conception naturaliste de l'évolution. »

### Projets similaires
Inspiré par le projet Steve et motivé par la couverture médiatique de la liste de « Dissent from Darwinism », au cours de l'affaire Kitzmiller v. Dover Area School, l'archéologue R. Joe Brandon lance entre le 28 septembre 2005 en 1er octobre 2005 une pétition uniquement diffusée par le bouche à oreille. Les signataires attestent ne pas « considérer le Dessein intelligent comme une science factuelle appropriée pour l'enseignement dans les écoles publiques ». A la fin des quatre jours, la pétition avait recueillie 7732 signatures de scientifiques dont 4066 disposant d'un doctorat. Au cours des quatre jours de la pétition, cette dernière a reçu des signatures à un rythme 697 000% plus élevé que la pétition du Discovery Institute, une dissidence scientifique du darwinisme, selon l'archéologue R. Joe Brandon.